# Våldtaget land
Våldtaget land (danska: Der kom en dag) är en dansk krigsfilm från 1955 i regi av Sven Methling.

## Utmärkelser
Filmen vann Bodilpriset för bästa danska film 1955.

## Rollista i urval
- John Wittig - Henning Pil
- Astrid Villaume - Eva Brink
- Kjeld Jacobsen - Knud Tømrer
- Kate Mundt - Hans Ingerslev
- Asbjørn Andersen - Inga Ingerslev
- Jakob Nielsen - cigarrhandlare Hansen
- Poul Müller - transportledare
- Svend Methling - rektor Brink
- Inger Lassen - Anna
- Ole Wisborg - hypoman
- Hans Egede Budtz - Doktor Christiansen
- Bent Christensen - Sørensen